# Tuomas Kantelinen
Tuomas Kantelinen, född 22 september 1969 i Helsingfors, är en finsk filmkompositör.
Kantelinen har vunnit finska Jussistatyetten för Bästa musik 1997 och 1999. Kantelinen är känd för att ha skrivit musik till bland annat Elina – som om jag inte fanns, Den bästa av mödrar samt Arn – Tempelriddaren och Arn – Riket vid vägens slut.